# Sunday at the Village Vanguard
Sunday at the Village Vanguard er et jazzalbum, som blev optaget under et Bill Evans "gig" i Village Vanguard, NY i 1961.
På albummet høres Bill Evans spille klaver, Scott LaFaro spille bas og Paul Motian spiller trommer. Albummet er set som et af de fineste optagelser af live jazz. Desuden blev trioens album Explorations og Waltz for Debby også indspillet i samme uge på Village Vanguard.
Scott LaFaro fremviste sin metode til at spille bas på i dette album. Det var Bill Evans intention i hans klavertrioer, at der skulle være musikalsk ligevægt mellem klaver og bas. Så i stedet for datidens Walking Bass på pulsen brugte Scott LaFaro et modrytmisk (Kontrarytmik, modrytmik) basspil, som kræver musikalsk og melodisk forståelse for at virke i et sammenspil, da man giver bassen frihed, selvom den stadigvæk til dels skal have sin rolle som "grundtone-underlægger".

## Trackliste
1. Gloria's Step (take 2)
2. My Man's Gone Now
3. Solar
4. Alice in Wonderland (take 2)
5. All of you (take 2)
6. Jade Vision (take 2)
7. Gloria's Step (take 3)
8. Alice in Wonderland (take 1)
9. All of you (take 3)
10. Jade Visions (take 1)